# Ingo Potrykus
Ingo Potrykus (né le 5 décembre 1933) est un biologiste, professeur émérite à l'École polytechnique fédérale de Zurich. Son groupe de recherche a utilisé des techniques de génie génétique pour contribuer à la sécurité alimentaire des pays en voie de développement. Associé avec Peter Beyer, il est un des co-inventeurs du riz doré, contenant des gènes additionnels afin de permettre la synthèse de β-carotène, afin d'essayer de compenser le déficit en vitamine A du riz traditionnel. Depuis 2014 il est directeur du Golden Rice Project.

## Biographie
Ingo Potrykus est né à Hirschberg en 1933 (en Allemagne à l'époque, actuelle ville de Jelenia Góra en Pologne). Il fait ses études dans les Universités de Cologne et Erlangen où il étudie la biologie, la biochimie, la génétique et la zoologie. Il reçoit un Ph.D en génie génétique de l'Institut Max Planck de Cologne en 1968. Il obtient un poste à l'Université de Stuttgart où il travaille entre 1970 et 1974. Il est nommé professeur à l'École polytechnique fédérale de Zurich où il termine sa carrière en 1999. Il est membre de l'Académie pontificale des sciences.

## Publications
- 1999 Vitamin-A and Iron-Enriched Rices MayHold Key to Combating Blindness andMalnutrition: A Biotechnology Advance,